# Geirangerstraße

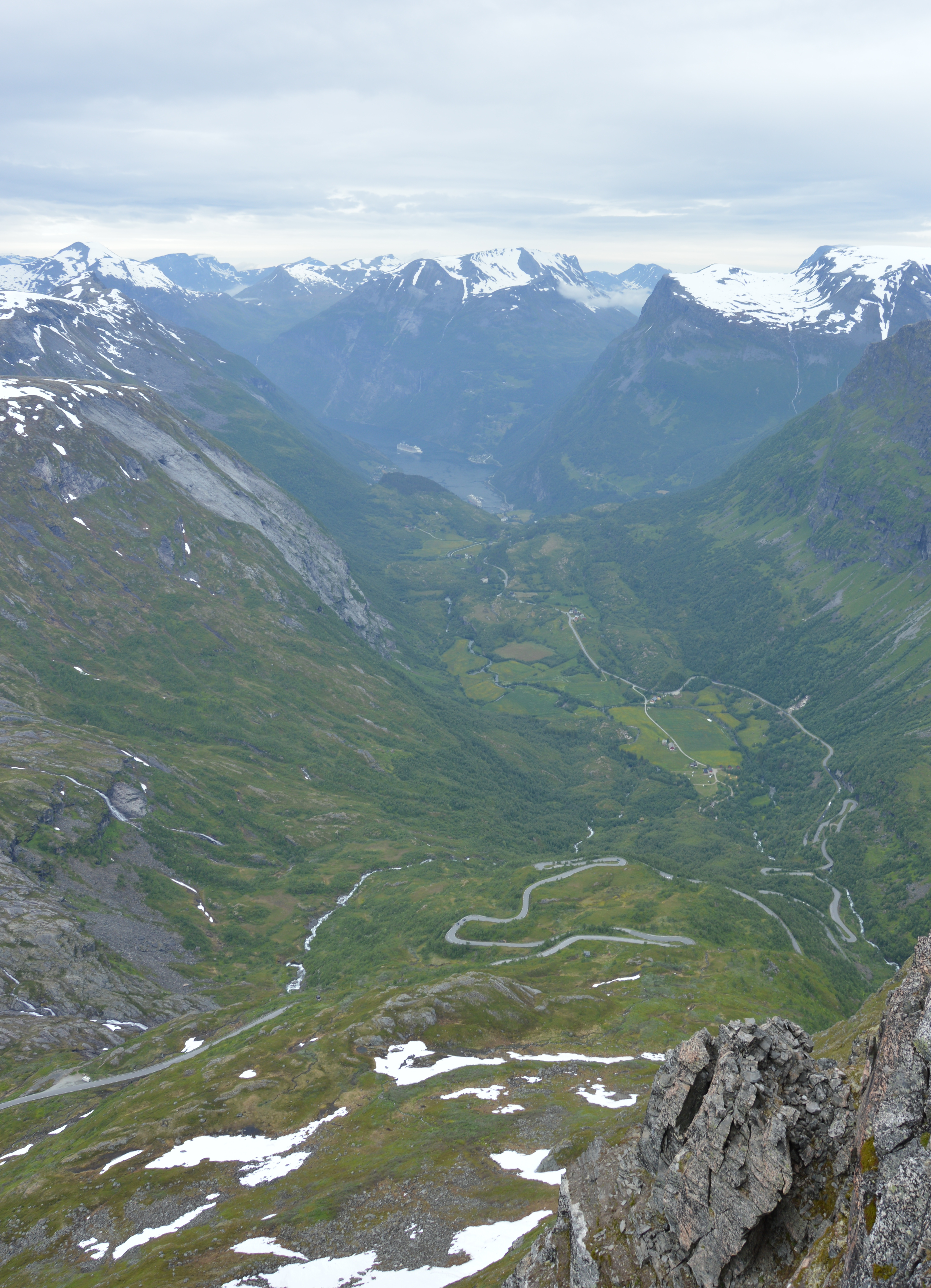
Blick auf die Geirangerstraße vom Dalsnibba, 2017

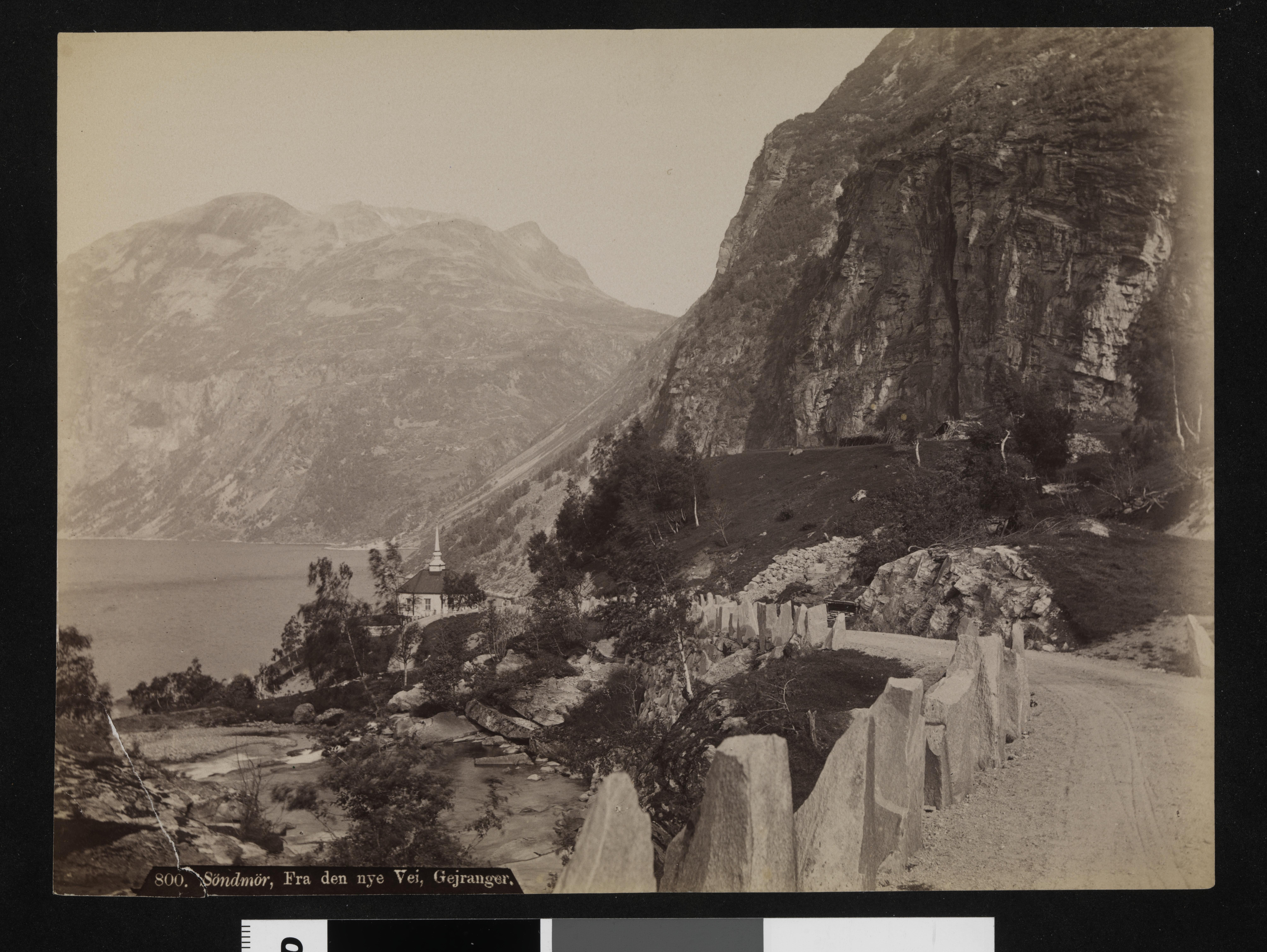
Blick auf die Kirche von Geiranger, zwischen 1880 und 1890

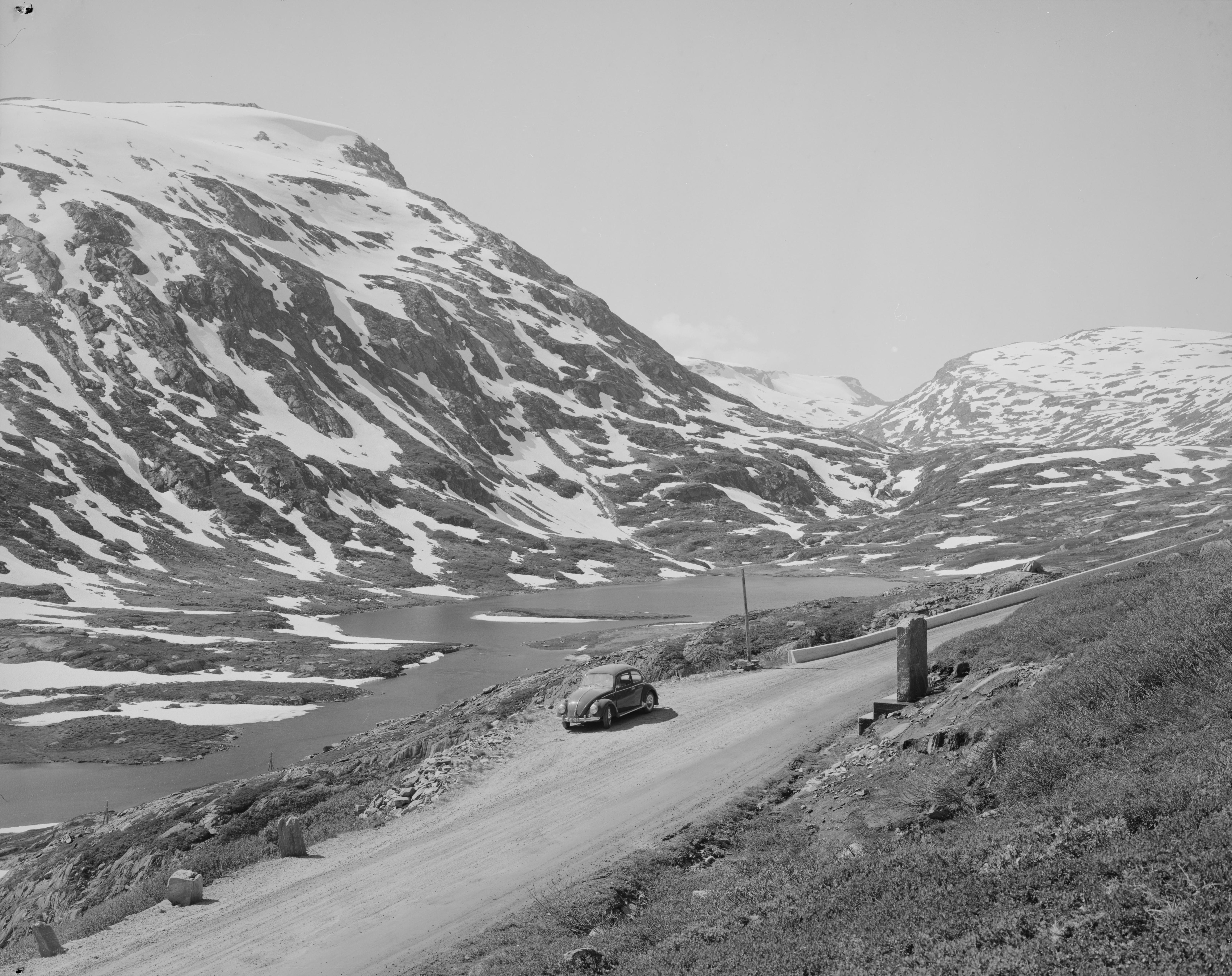
Geirangerstraße, vor 1962

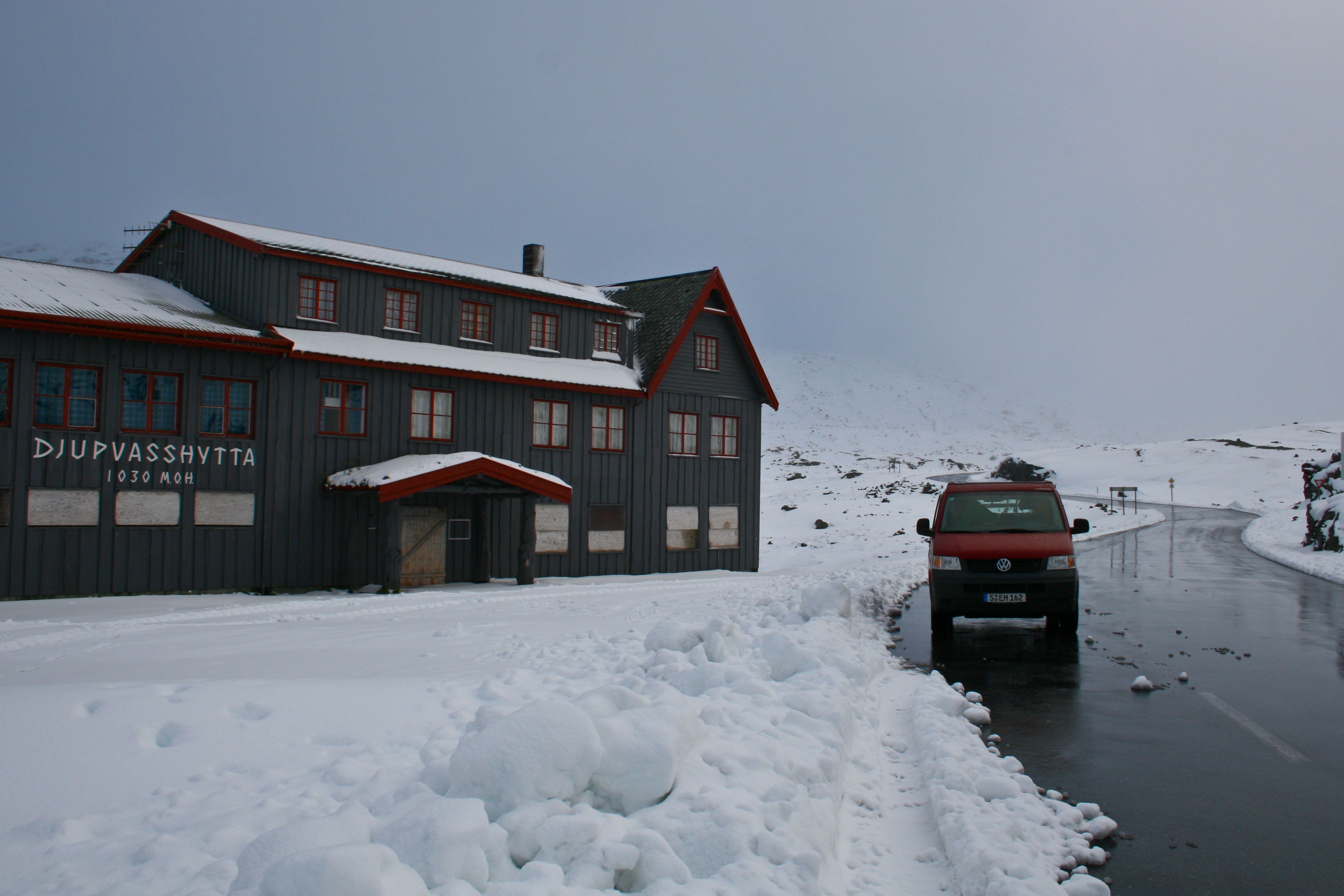
Djupvasshytta, September 2007

Die Geirangerstraße (norwegisch Geirangervegen) ist eine bekannte Gebirgsstraße in Norwegen.
Sie ist Teil des Fylkesvei 63 und verbindet den am Ende des Geirangerfjords auf Meereshöhe gelegenen Ort Geiranger mit dem Riksvei 15, auf den sie am östlichen Ende des Gebirgssees Langvatnet trifft. Der höchste Punkt der etwa 24 Kilometer langen Straße liegt auf einer Höhe von 1038 Metern. Die Straße hat eine hohe touristische Bedeutung und gehört zu den nationalen Touristenstraßen Norwegens. Die Bergstrecke ist im Winter, normalerweise von November bis Mai, gesperrt.

## Beschreibung
Die Straße führt vom Ortszentrum Geirangers in der Kommune Stranda an der Kirche von Geiranger vorbei in südöstliche Richtung. Sie windet sich dann über enge Serpentinen die Berghänge hinauf. Dabei passiert sie die historische Straßenschleife Knuten. Im Gebirge erreicht sie das Westufer des Sees Djupvatnet und bei der dort gelegenen Djupvasshytta am Dalsnibba-Pass ihren höchsten Punkt. Von hier zweigt nach Norden der Nibbevegen auf den Dalsnibba ab. Die Geirangerstraße führt dann weiter nach Osten entlang dem Nordufer des Sees. Sie erreicht dann die Grenze zwischen den norwegischen Provinzen Møre og Romsdal und Innlandet. Die Geirangerstraße verläuft dann noch etwa 2,5 Kilometer weiter in östliche Richtung durch die Kommune Skjåk am Nordufer des Sees Langvatnet entlang, um an dessen Ostende auf den Riksvei 15 zu treffen. In Luftlinie sind Ausgangs- und Endpunkt etwa 14 Kilometer voneinander entfernt.

## Geschichte
Bereits im 15. Jahrhundert bestand ein in den Sommermonaten genutzter Gebirgsweg von Geiranger nach Lom. Während der 1850er Jahre hatte der Handelsverkehr über die Strecke zugenommen. Aus Lom wurden Beiz, Birkenrinde, Falken, Getreide, Leder und Teer nach Geiranger und in der Gegenrichtung Eisen, Fisch, Hering, Salz und Textilien geliefert. Es bestanden dann insbesondere von Hans Hagerup Krag vorangetriebene Pläne zum Ausbau der Straße. Im Sommer 1879 wurden auf der Strecke 300 Arbeiter und 30 Touristen gezählt. Am 29. November 1881 begannen dann die Arbeiten oberhalb von Geiranger im Bereich von Hole. 1882 wurde der zu Überwindung starker Höhenunterschiede erforderliche Knuten errichtet.  Am 14. September 1887 wurde die 21 Kilometer lange Strecke von Geiranger bis zur Provinzgrenze nach Innlandet fertiggestellt. Am 15. August 1889 kam dann erstmals auf dem Landweg eine Kutsche von Lillehammer nach Geiranger.
Ein Modell der Straße zwischen Geiranger und dem See Djupvatn erhielt auf der Weltausstellung Paris 1900 eine Goldmedaille und ein Diplom. Das Modell befindet sich heute im Norsk Fjordsenter in Geiranger.
2002 wurde die Straße als nationale Touristenstraße ausgewiesen. Der Gebirgsabschnitt bei Geiranger wurde in das norwegische Straßenschutzprogramm aufgenommen.